# Cattleya trianae
Cattleya trianae är en orkidéart som beskrevs av Jean Jules Linden och Heinrich Gustav Reichenbach. Cattleya trianae ingår i släktet Cattleya och familjen orkidéer.
Artens utbredningsområde är Colombia. Inga underarter finns listade i Catalogue of Life.

## Bildgalleri

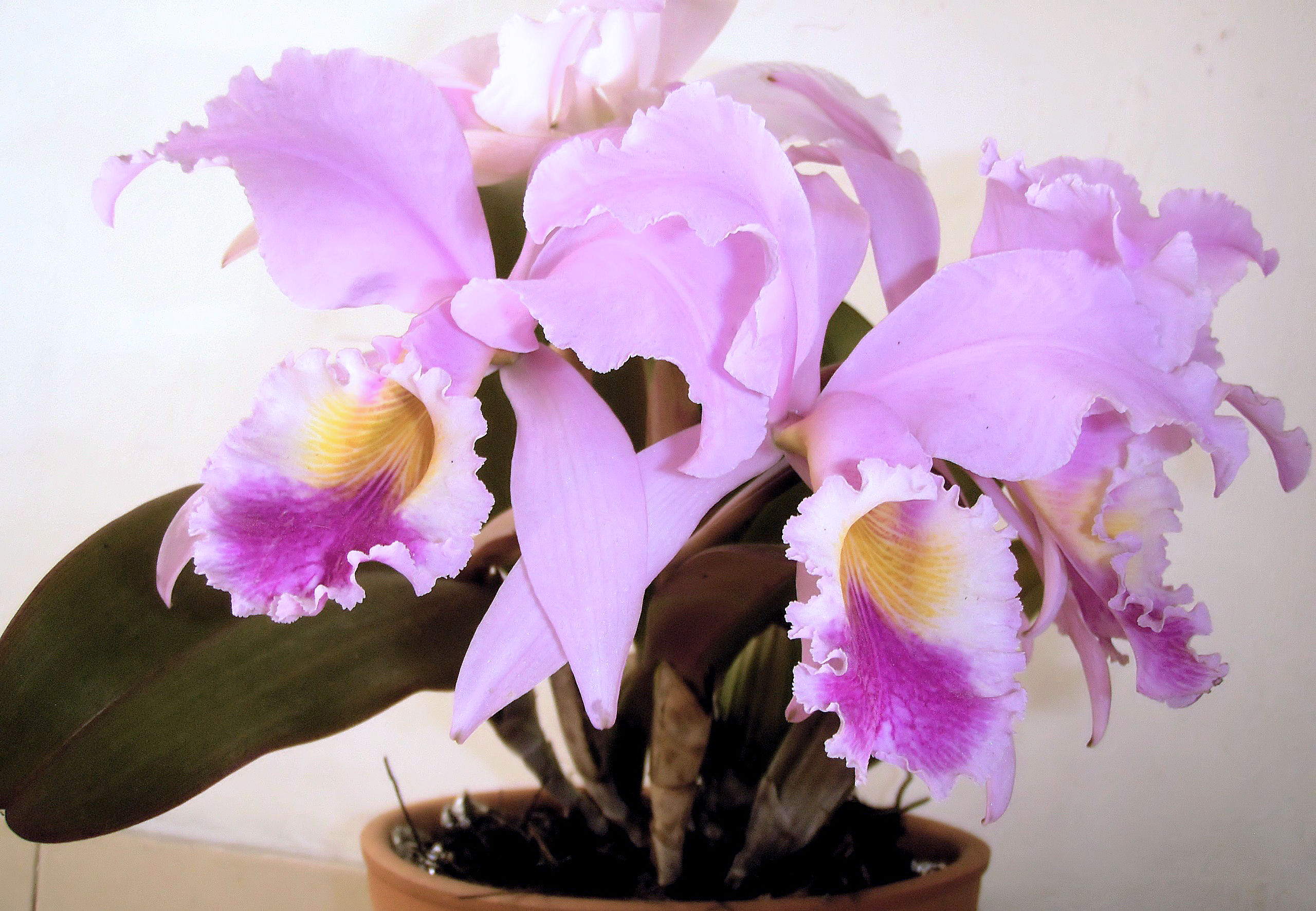
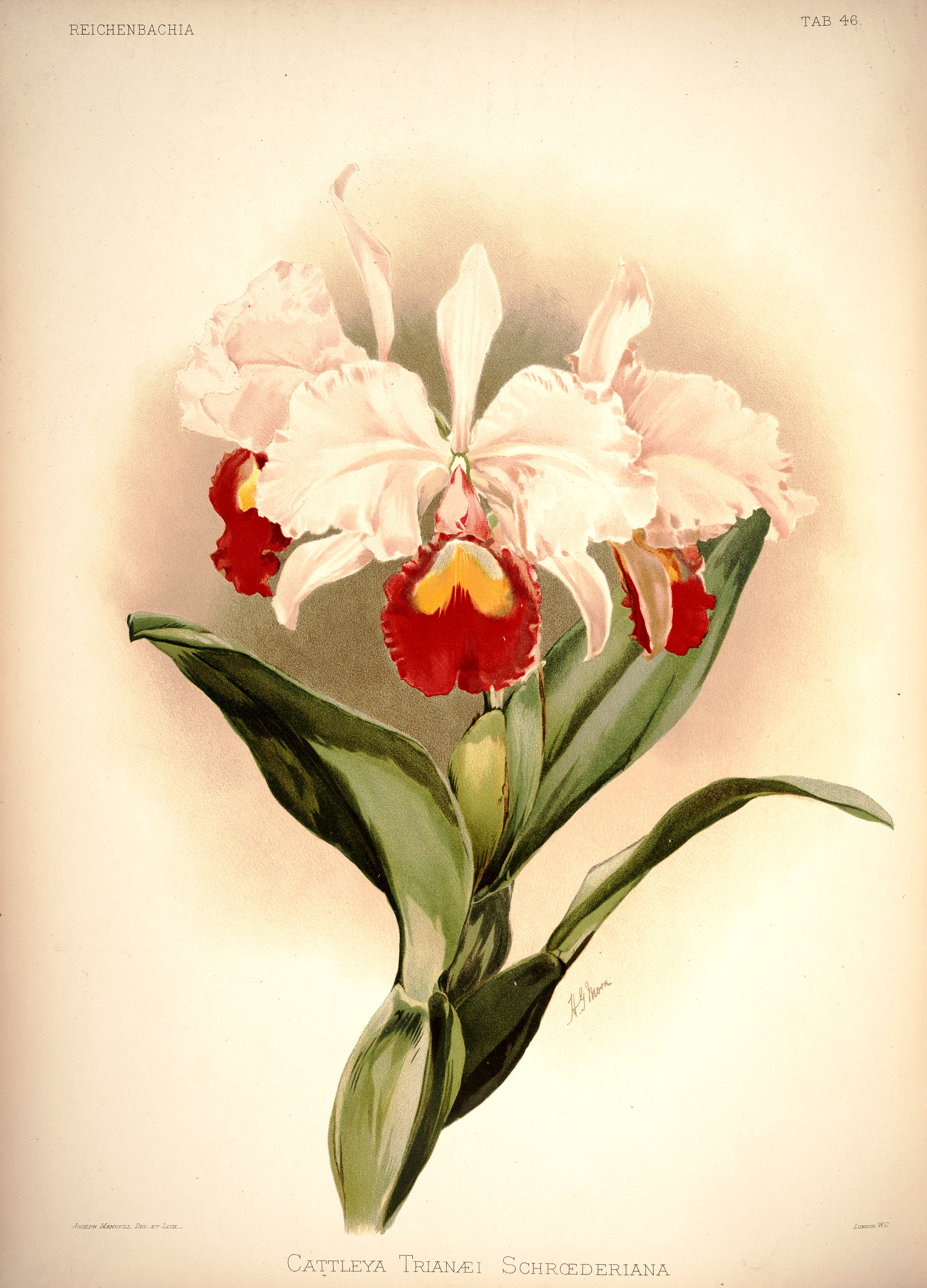
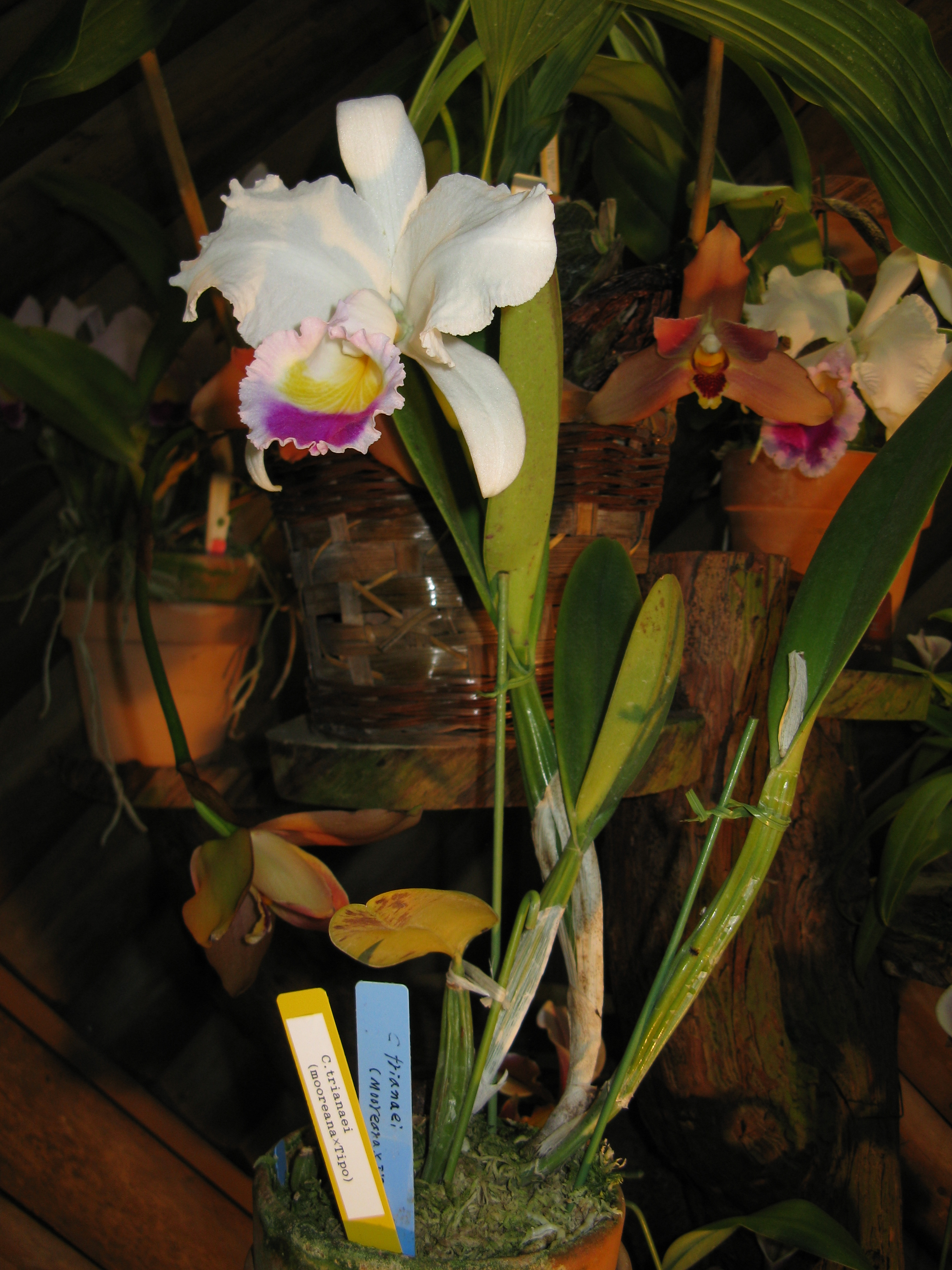
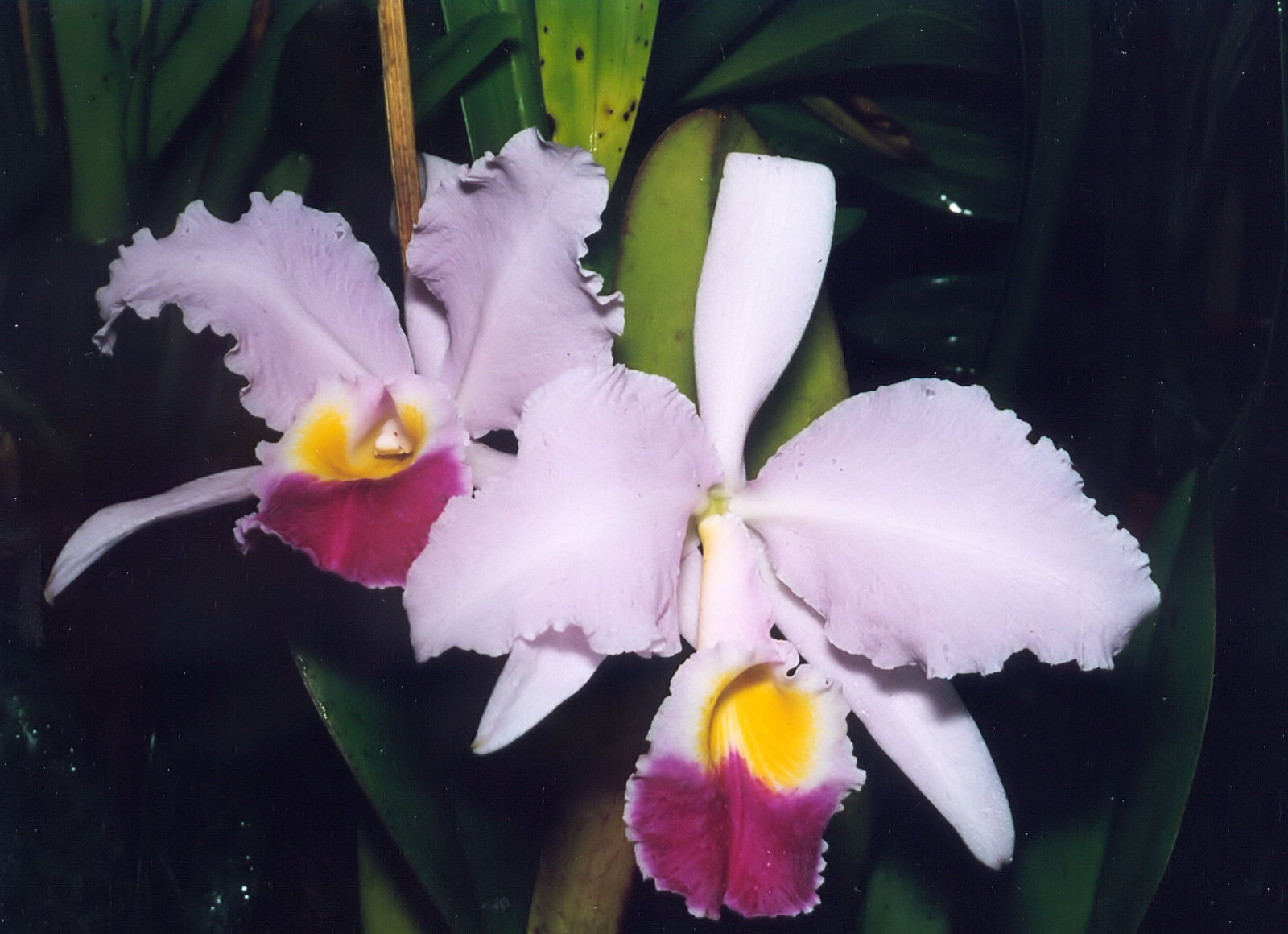
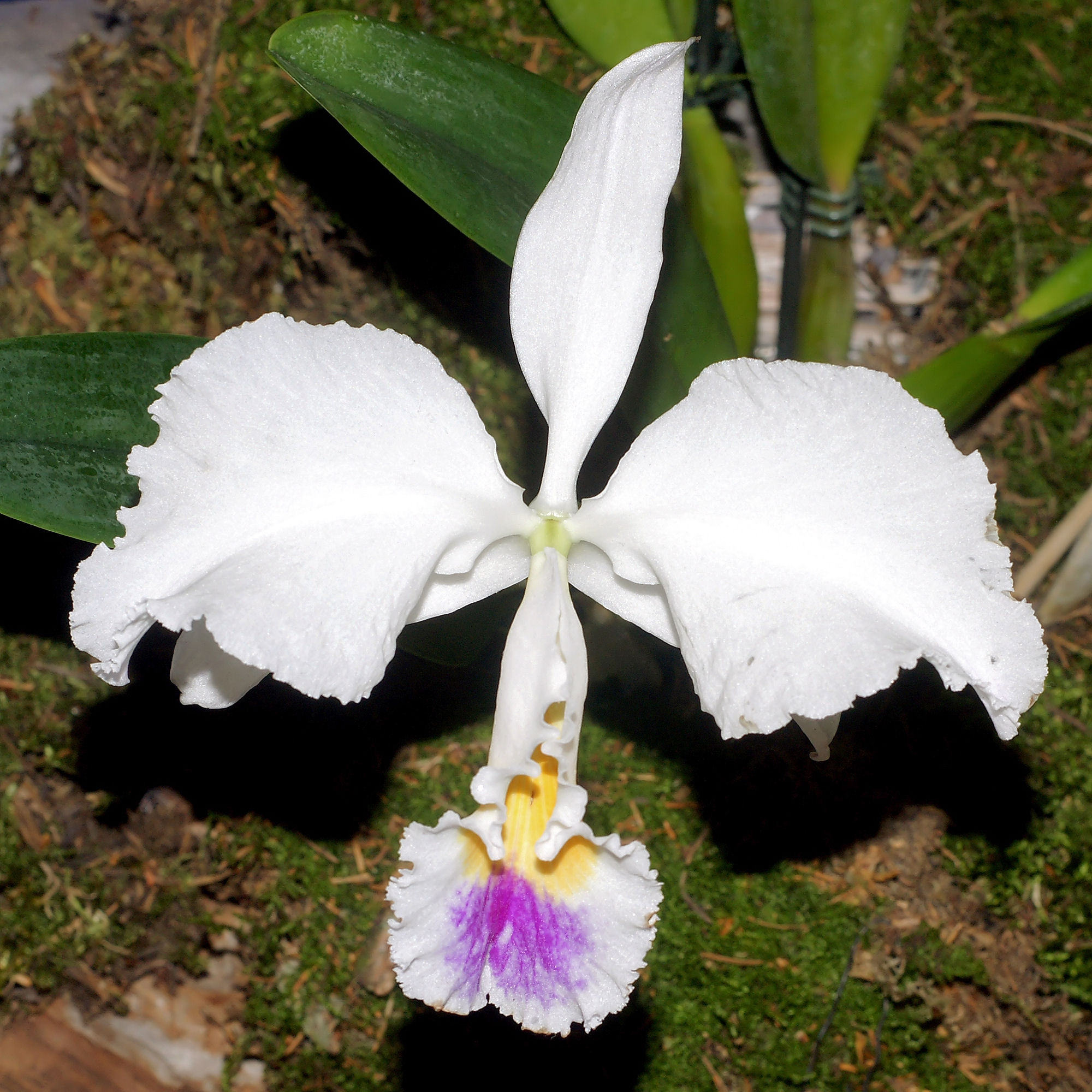
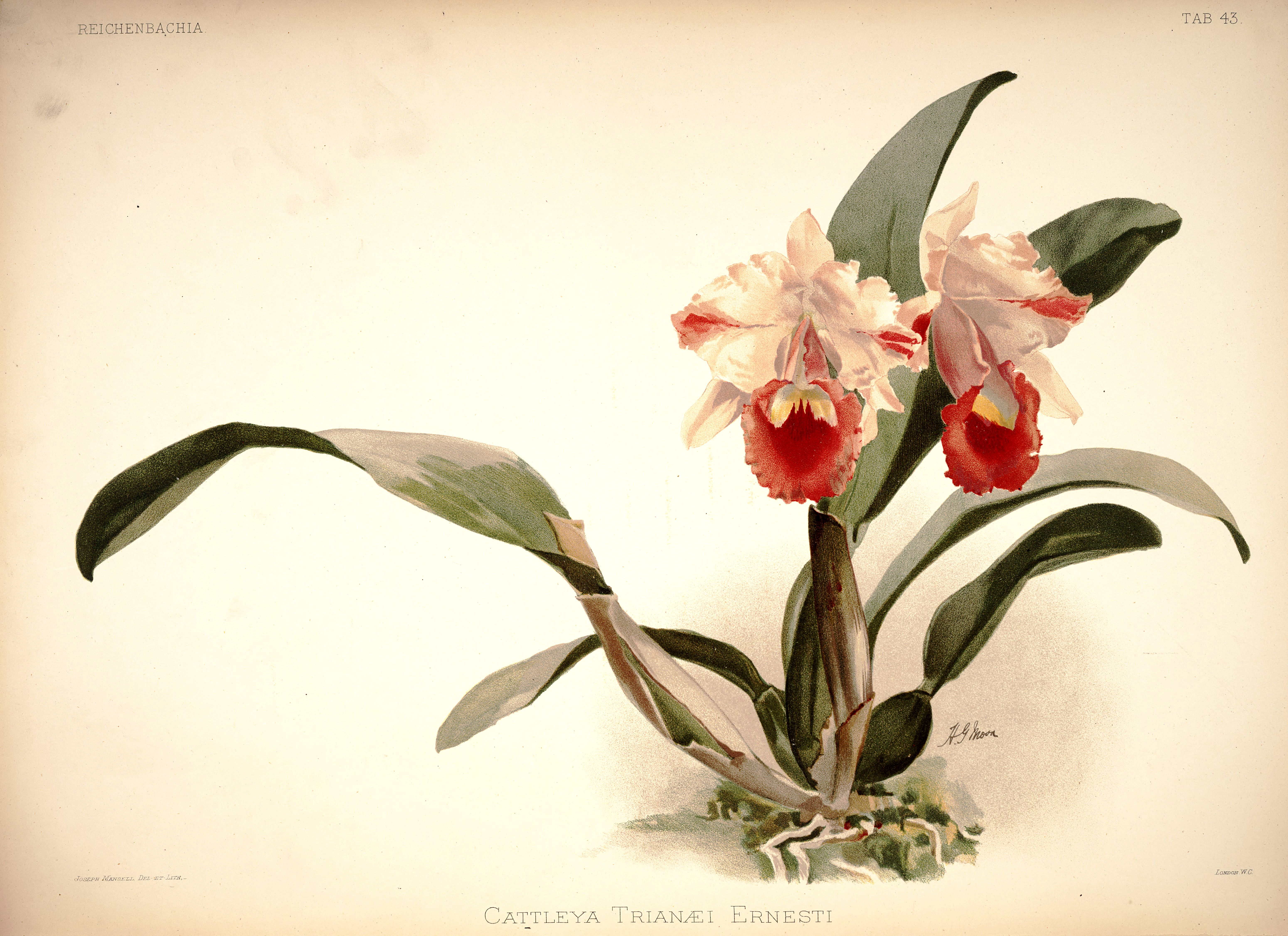